# Peter Mullan
Peter Mullan (Peterhead,  2 november 1959) is een Schots acteur, regisseur en scenarist.
Mullan was de vijfde van acht kinderen uit een rooms-katholiek gezin. Zijn moeder was verpleegster en zijn vader laboratoriumtechnicus aan de universiteit van Glasgow. Het gezin verhuisde later naar Cardonald, een arbeiderswijk in het zuiden van Glasgow. Als alcoholist en later longkankerpatiënt, werd Mullans vader meer en meer tiranniek en brutaal. Toen hij 14 jaar was, trachtte Peter zijn vader te vergiftigen met slaappillen. Mullan was kort lid van een straatbende toen hij op de middelbare school zat en werkte als portier in een aantal louche bars. Zijn vader stierf op de dag dat Mullan economische geschiedenis en drama begon te studeren aan de universiteit van Glasgow.
Mullans partner is de mensenrechtenactiviste Robina Qureshi. Als marxist was Mullan een leidende figuur in de linkse theaterbeweging, die in Schotland bloeide tijdens de regeerperiode van  Thatcher. Hij was tevens een fervent criticus van de regering van Tony Blair.

## Filmografie

### Als acteur
- 1988 : The Steamie (TV) : Andy
- 1990 : Opium Eaters (TV) : Willy
- 1990 : The Big Man : Vince
- 1990 : Your Cheatin' Heart ( televisieserie) : Tonto
- 1991 : Riff-Raff : Jake
- 1991 : Jute City (TV) : Mallet
- 1992 : Sealladh : Sim
- 1993 : Close (kortfilm) : Vincent
- 1994 : Shallow Grave : Andy
- 1995 : Good Day for the Bad Guys : John
- 1995 : Braveheart : veteraan
- 1995 : Ruffian Hearts (TV) : Chez
- 1996 : Nightlife (TV) : Billy
- 1996 : Trainspotting : Swanney "Mother Superior"
- 1997 : Poor Angels : Gordon
- 1997 : Bogwoman (TV) : Barry
- 1997 : Le Mystère des fées - Une histoire vraie : Sergeant Farmer
- 1998 : Duck : Mick
- 1998 : My Name Is Joe : Joe Kavanagh
- 1999 : Mademoiselle Julie : Jean
- 1999 : Mauvaise Passe : Patricia's Husband
- 2000 : Ordinary Decent Criminal : Stevie
- 2000 : The Claim : Daniel Dillon
- 2001 : Session 9 : Gordon Fleming
- 2002 : The Magdalene Sisters : Mr. O'Connor
- 2003 : This Little Life (TV) : Consultant
- 2003 : Young Adam : Les Gault
- 2003 : Kiss of Life : John
- 2004 : Kono yo no sotoe - Club Shinchugun : Jim
- 2004 : Criminal : William Hannigan
- 2004 : Blinded : Francis Black
- 2004 : Waves : zichzelf
- 2004 : Shoebox Zoo (televisieserie) : Michael Scot
- 2005 : Une belle journée  : Frank
- 2006 : Cargo : Brookes
- 2006 : Les Fils de l'homme  : Syd
- 2006 : True North : Riley
- 2007 : The Trial of Tony Blair (TV) : Gordon Brown
- 2007 : La Dernière Légion : Odoacer
- 2008 : Boy A : Terry
- 2010 : Harry Potter and the Deathly Hallows part I : Jeegers
- 2011 : Harry Potter and the Deathly Hallows part II : Jeegers
- 2011 : War Horse : Ted Narracot
- 2011 : Tyrannosaur : Joseph
- 2013 : Top of the Lake : Matt Mitcham
- 2014 : Hercules : Sitacles
- 2015 : Hector : Hector McAdam
- 2015 : Sunset Song : John Guthrie
- 2016 : Tommy's Honour : Tom Morris
- 2017 : Hostiles : Lt. Col. Ross McCowan
- 2017 : Ozark : Jacob Snell
- 2018 : Westworld : Jim Delos
- 2018 : Pearl : Al
- 2018 : The Vanishing : Thomas Marshall
- 2018 : Mowgli : Akela (stem)
- 2022: The Lord of the Rings: The Rings of Power (TV): Durin III

### Als regisseur
- 1993 : Close (kortfilm)
- 1995 : Good Day for the Bad Guys (kortfilm)
- 1995 : Fridge (kortfilm)
- 1997 : Orphans
- 2002 : The Magdalene Sisters
- 2010 : Neds

## Onderscheidingen
- beste mannelijke hoofdrol op het Festival van Cannes van  1998 voor My Name Is Joe.
- Gouden Leeuw op  de Mostra van Venetië van  2002  voor The Magdalene Sisters.